# Manar Hammad
Manar Hammad, né le 17 décembre 1944 à Beyrouth, au Liban, de parents originaires d’Alep (Syrie), est un chercheur enseignant spécialisé dans le domaine de la sémiotique. C'est également un archéologue qui a mené des fouilles sur le site de Palmyre.

## Biographie
Manar Hammad suivit des études de mathématiques, d'architecture et de sémiotique, avant de s'engager dans la recherche et l'enseignement puis dans l'archéologie. Il est architecte DPLG et docteur en sémiotique.
À l'École nationale supérieure d'architecture de Paris-La Villette (ENSAPLV), il fut co-directeur d'un programme DEAA en théorie de l’architecture (post-diplôme). À l'Université de Montréal et à l’Université du Québec à Montréal, il a enseigné la théorie de la communication et l’analyse de la communication non verbale. À l'École supérieure d'interprètes et de traducteurs (université de Paris III), il enseigna la traduction technique Français-Arabe et Anglais-Arabe.
Directeur de Recherche du Groupe 107 (Paris) de 1972 à 1976,  il mena des recherches en anthropologie de l’architecture. Recherches dans le cadre du Groupe de Recherches Sémio-Linguistiques dirigé par Algirdas Julien Greimas à l’école pratique des hautes études en sciences sociales à Paris. Il organisa plusieurs rencontres scientifiques internationales en sémiotique de l'espace. Membre fondateur de l'Association internationale de sémiotique de l'espace (dont il fut le premier Secrétaire général) et de l'Association internationale de sémiotique visuelle. Membre de la Société asiatique, il centre ses recherches depuis quelques années sur les civilisations sémitiques et leurs espaces sacrés et institutionnels. En particulier, il a consacré douze ans à l’étude de Palmyre, où il a dirigé des fouilles.
Fondateur de Dar Hammad, centre de recherche implanté à Alep, Syrie, confié à l’Institut français du Proche-Orient (IFPO). Dar Hammad est destinée à la recherche scientifique sur la Syrie du nord, tout en favorisant les échanges culturels avec les chercheurs et les intellectuels syriens.
En 2017, l'Académie d'architecture lui décerne la médaille de l'archéologie.

## Publications

### Ouvrages

#### Auteur principal
- Manar Hammad, Aux racines du Proche-Orient arabe ou Manarades, Geuthner, 2003, 337 p. (ISBN 978-2-7053-3742-1)[8]
- (it) Manar Hammad, Leggere lo spazio, comprendere l'architettura, Meltemi, 2003, 335 p. (ISBN 978-88-8353-272-6)
- Manar Hammad, Lire l'espace : Comprendre l'architecture, Presses universitaires de Limoges, 2006, 372 p. (ISBN 978-2-84287-414-8, lire en ligne)
- Manar Hammad, Palmyre : Rransformations urbaines, Paris, Geuthner, coll. « Varia », 2010, 208 p. (ISBN 978-2-7053-3834-3)[9]
- Manar Hammad, Sémiotiser l'espace : Décrypter architecture et archéologie. Essais sémiotiques, Paris, Geuthner, coll. « Varia », 2015, 412 p. (ISBN 978-2-7053-3907-4)[10]
- (fr + it) Manar Hammad (préf. Paolo Fabbri), Bel/Palymra Hommage, Paris/Rimini, Geuthner, 2016, 184 p. (ISBN 978-2-7053-3946-3)[11]
- Manar Hammad, Sémantique des institutions arabes : du croire, du pouvoir, Paris, Geuthner, 2017, 212 p. (ISBN 978-2-7053-3972-2).
- Manar Hammad, Sémantique des institutions arabes II (l'instauration de la monnaie épigraphique par les Omeyyades), Paris, Geuthner, 2018, 136 p. (ISBN 978-2-7053-4000-1).

#### Collaborations
- (en) Jacopo Galli (dir.), Syria - The Making Of The Future : From Urbicide to the Architecture of the City, Incipit Editore S.r.l. et Università Iuav di Venezia, novembre 2017, 356 p. (ISBN 978-88-85446-10-6 et 978-88-99243-18-0).

### Articles
- En collaboration avec Sylvia Arango, Éric de Kuyper et Émile Poppe, « L'espace du séminaire », Communications, vol. 27, no 1,‎ 1977, p. 28-54 (DOI 10.3406/comm.1977.1408)
- « La Privatisation de l'espace », Nouveaux Actes sémiotiques, nos 4 et 5,‎ 1989, p. 1-80
- « Madrasat al Fardaws », Protée, vol. 33, no 2,‎ 2005, p. 79-92 (DOI 10.7202/012295ar)
- « Un musée dans une usine », La Lettre de l'OCIM, no 116,‎ mars-avril 2008, p. 10-20 (lire en ligne)
- « La Sémiotisation de l’espace. Esquisse d’une manière de faire », Actes sémiotiques, no 116,‎ 2013 (lire en ligne)
- (en) « Palmyra’s Cultural Polarities, Architectural & Urban Manifestations », La Parola del passato - Rivita di studi antichi, vol. LXXI « Segni di coabitazione negli spazi dell'oriente romano (I-VI sec. D.C.) », nos 1-2,‎ 2016

## Expositions de photographies d'architecture
- Madrasat al Firdaws, paradis ayyubide par Dayfat Khâtûn, École spéciale d'architecture, Paris, 2003 [3]
- Architectures Ayyubides, le style austère à Alep, Centre culturel arabe syrien, 2004
- Madrasat al Firdawset la formation du style architectural ayyoubide, Dar Baroudi, Faculté d’architecture et Institut français d’études arabes de Damas, 2004
- Entre Iran et Syrie : Architecture religieuse, Centre culturel iranien de Paris, 2009
- Muqarnasat. Alep, Damas, Palerme, Grenade, étapes d'une géométrie architecturale, Centre culturel arabe syrien, 2012
- Monuments d'Alep exposés au combat, Musée d'art et d'histoire de la ville de Langres, 2015[12].